# Roman Kačanov
Roman Abelevič Kačanov (in russo Роман Абелевич Качанов?; Smolensk, 25 febbraio 1921 – Mosca, 4 luglio 1993) è stato un regista, artista e sceneggiatore sovietico.
Ha ricevuto il titolo di Artista del Popolo della RSFS Russa nel 1981 e il Premio di Stato dell'Unione Sovietica nel 1982.

## Filmografia parziale

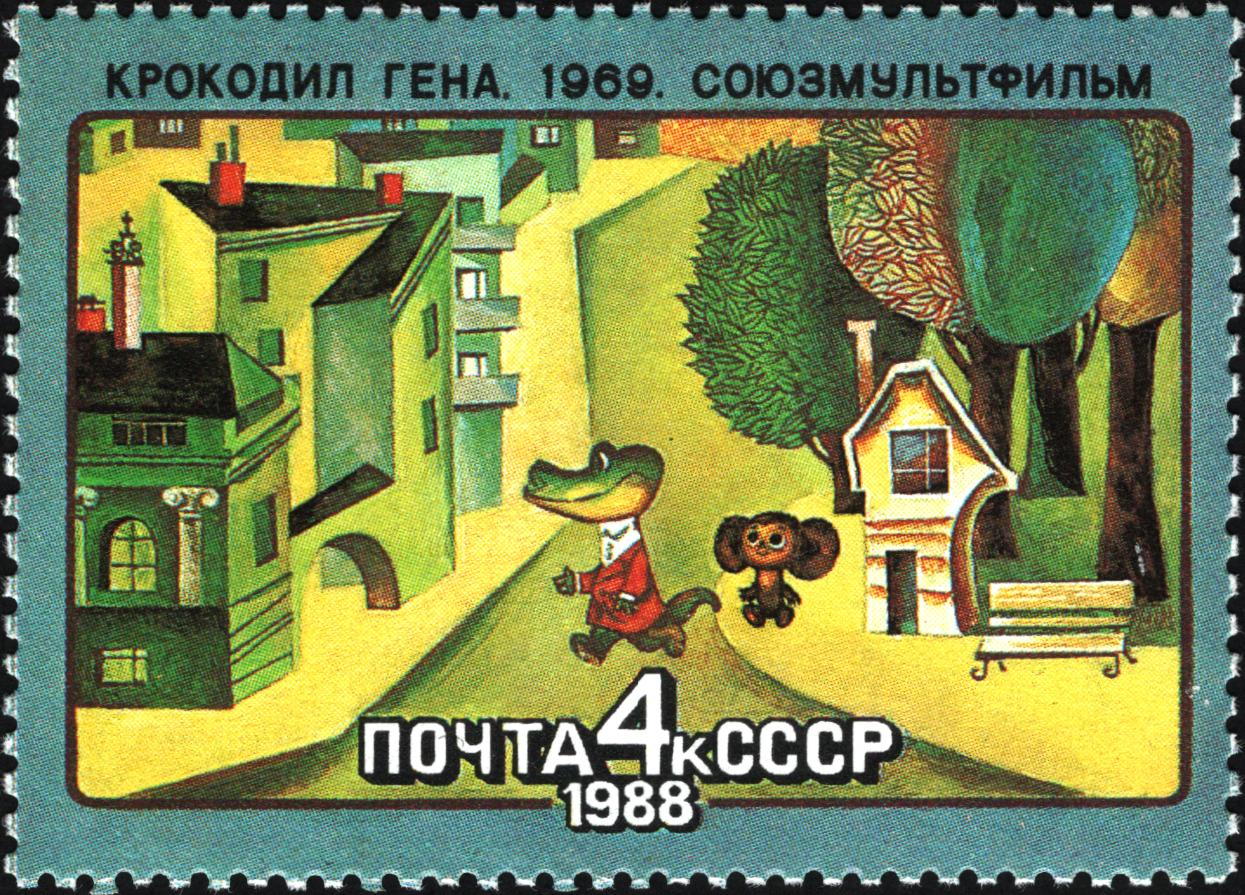
Il coccodrillo Gena raffigurato in un francobollo sovietico.

### Regia
- Mašen'ka i medved' (1960)
- Il coccodrillo Gena (1969)
- Čeburaška (1971)
- Šapokljak (1973)
- L'ultimo petalo (1977)
- Il mistero del terzo pianeta (1981)
- Čeburaška va a scuola (1983)

### Sceneggiatura
- L'airone e la gru (1974)